# Boba Fett

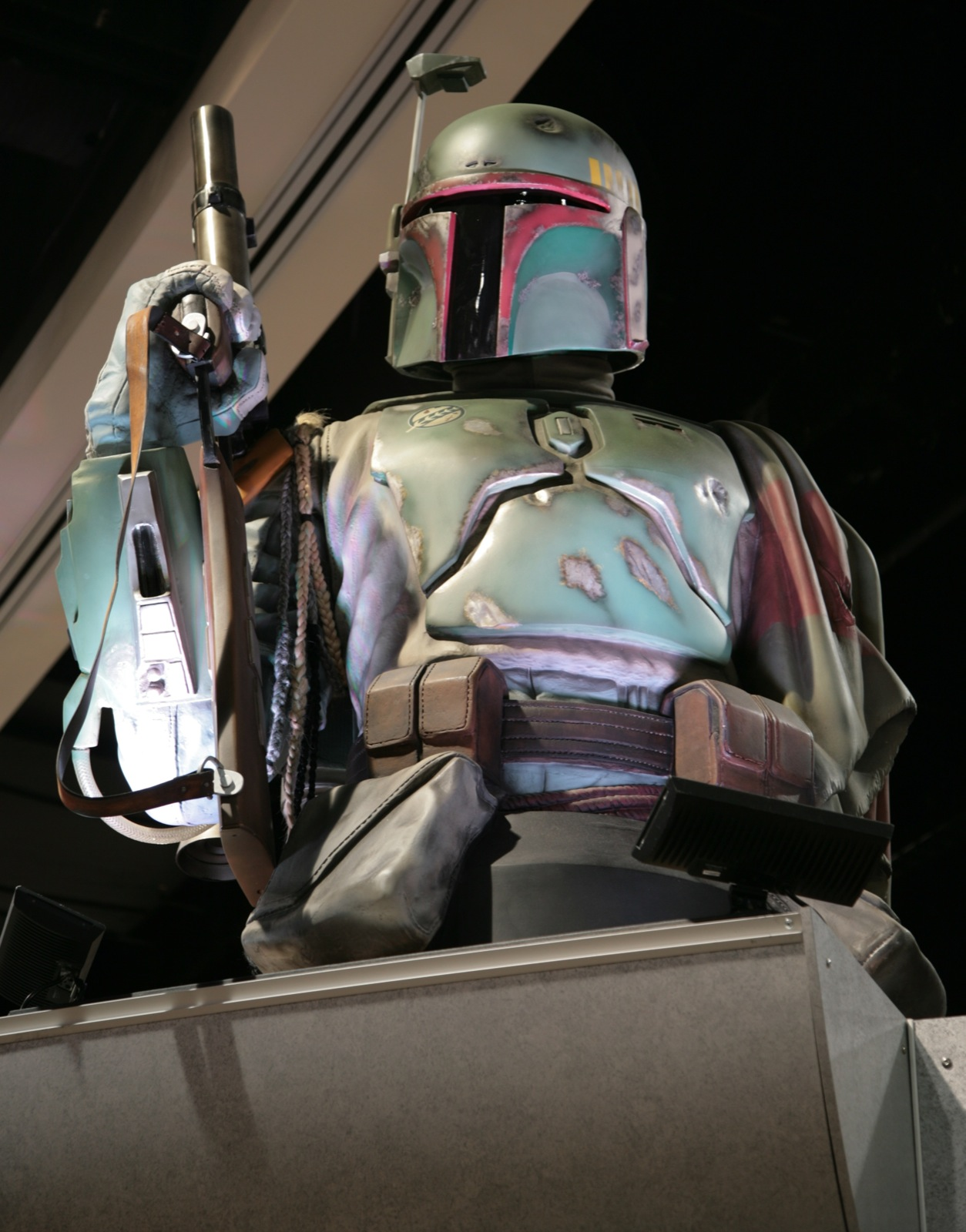
Boba Fett v jednom z cosplayerských ztvárnění na Comic-Conu 2007

Boba Fett, vývojově neurychlený klon Jango Fetta, je fiktivní postava ze Star Wars. Byl naklonován na planetě Kamino, kde také prožil své útlé mládí. Jeho „otec“ byl zabit mistrem Mace Windu. Boba Fett po otci zdědil brnění, na kterém učinil několik modifikací. Boba Fett vystupuje v epizodách hlavní filmové série Klony útočí, Nová naděje, Impérium vrací úder a Návrat Jediů, je vedlejší postavou v hraném seriálu The Mandalorian (2019–2020) a ústřední postavou vlastního spin-off seriálu The Book of Boba Fett (2022).

## Život
V Epizodě II (Klony útočí) byl Boba Fett zhruba desetiletý klon Jango Fetta a byl svědkem smrti svého „otce“ na začátku první bitvy Klonových válek na planetě Geonosis. Rozhodl se jít v „otcových“ šlépějích a stal se lovcem odměn. V původně vystřižené scéně Epizody IV (Nová naděje) se objevil jako jeden ze strážců Jabby Hutta, když Jabba požadoval platbu od Hana Sola. V Epizodě V (Impérium vrací úder) pracoval pro Jabbu Hutta, jemuž dopravil v karbonitu zmrazeného Hana Sola, na kterého Jabba vypsal tučnou odměnu. V posledním dílu originální trilogie, Epizodě VI (Návrat Jediů), byl stále ve službách Jabby Hutta a byl přítomen u připravované popravy Luka Skywalkera, Hana Sola a Žvejkala, kteří měli být shozeni do úst obří nepohyblivé podzemní pouštní nestvůry zvané sarlacc, která je měla několik staletí pomalu zaživa trávit, při jejich útěku ovšem místo nich v žaludku této obludy skončilo několik strážných a také Boba Fett.
Ve flashbackových scénách seriálu The Book of Boba Fett se však v prvním díle (Chapter 1) Boba Fettovi podařilo ze sarlaccových útrob uniknout. Když se dostal ze sarlacca, upadl do bezvědomí a během toho byl okraden Jawy o svou slavnou mandalorijskou zbroj. Druhý den ho probudili a zajali Tuskeni. V jejich zajetí strávil pět let, během nichž si však získal důvěru svých věznitelů. Nakonec byl v druhém díle (Chapter 2), díky svým zásluhám při ochraně kmene před zločineckým syndikátem Pyků a vyjednáním podmínek dopravy koření přes tuskenské území, přijat do jejich kmene. Ve třetím díle byl vyslán za Pyky vymoci platbu za průjezd přes tuskenské území, když se však vrátil do tuskenského tábora, zjistil, že všechny pobil gang Kintanských chodců. Když jim už nebylo pomoci, vydal se Boba Fett vzít si zpět, o co přišel, když byl ještě nájemným lovcem.
V seriálu The Mandalorian se poprvé objevil v 5. dílu 1. řady (Chapter 5), kde našel těžce zraněnou nájemnou vražedkyni Fennec Shand. Ve čtvrtém dílu seriálu The Book of Boba Fett (Chapter 4) těžce zraněné Fennec zachránil život. Pak si s její pomocí šel vzít z Jabbova paláce zpět svou ikonickou loď Slave I a zbroj, tu zde však nenašel. Se svou lodí se tak vydal pomstít Kintanským chodcům a sarlaccovi. Poté přijal Fennec do svého nového klanu. V druhé sérii The Mandalorian pak nejprve přihlížel tomu, jak si Mandalorian odnáší jeho brnění získané od Cobba Vantha (Chapter 9), aby pak o něj usiloval s pomocí Fennec Shand výměnou za pomoc Mandalorianovi s ochranou dítěte Grogu a následně s jeho vysvobozením od Moffa Gideona (Chapter 14–16). V potitulkové scéně posledního dílu se Boba Fett vrátil do paláce Jabby Hutta, kde zabil jeho nástupce Biba Fortunu a s Fennec Shand po svém boku usedl na Huttův trůn.

## Vybavení
Ve svém brnění z beskaru, vzácného a velmi odolného kovového materiálu, měl stejně jako Jango Fett schován jetpack a plamenomet. Měl blaster pušku, kterou mu Luke přesekl svým zeleným světelným mečem. Boba Fett byl jako malé dítě nadaný pro pilotování vesmírných lodí a po Jangově smrti zdědil jeho vesmírnou loď Slave I.